# Gregg Hale
Greggory R. Hale (* 1966 in Selma, Alabama) ist ein US-amerikanischer Filmproduzent, bekannt für sein Wirken bei dem Film Blair Witch Project (1999). Er ist im kleineren Rahmen außerdem Drehbuchautor, Filmregisseur und Filmeditor.

## Leben
Gregg Hale wurde in Selma im US-Bundesstaat Alabama geboren, allerdings betrachtet er Henderson (Kentucky) als seine Heimat. Er besuchte für ein Jahr die Western Kentucky University, bevor er die Schule abbrach und für vier Jahre in die U.S. Army eintrat. Nachdem er die U.S. Army wieder verließ, zog er nach Orlando, wo er am Valencia Community College und an der University of Central Florida studierte. Anschließend arbeitete er für zehn Jahre in Orlando und Los Angeles als Assistent in den  Bereichen Szenenbild und Requisite bei Spielfilmen und Fernsehsendungen. 1999 produzierte er den Horrorfilm Blair Witch Project. 2004 inszenierte er mit Say Yes Quickly seinen ersten und bisher einzigen Spielfilm.

## Filmografie (Auswahl)
Als Produzent
- 1992: Vapor Man (Kurzfilm)
- 1999: Blair Witch Project (The Blair Witch Project)
- 1999: The Meeting (Kurzfilm)
- 2000–2001: Freaky Links (Fernsehserie, 12 Episoden)
- 2002: In Search of (Fernsehserie)
- 2004: Say Yes Quickly
- 2006: Vergeltung – Sie werden Dich finden (Altered)
- 2008: Seventh Moon
- 2011: Lovely Molly

Als Drehbuchautor
- 2000–2001: FreakyLinks
- 2004: Say Yes Quickly

Als Regisseur
- 1994: The Upstairs Man (Kurzfilm)
- 1997: Split Screen (Fernsehserie)
- 2004: Say Yes Quickly
- 2013: S-VHS (Episodenfilm, Teil A Ride in the Park)

Als Editor
- 1994: The Upstairs Man

## Einzelnachweis
1. ↑  Gregg Hale in mylife.com

| Personendaten    | Personendaten                   |
| ---------------- | ------------------------------- |
| NAME             | Hale, Gregg                     |
| ALTERNATIVNAMEN  | Hale, Greggory R.               |
| KURZBESCHREIBUNG | US-amerikanischer Filmproduzent |
| GEBURTSDATUM     | 1966                            |
| GEBURTSORT       | Selma, Alabama                  |